# Джумалиев, Хажим Джумалиевич
Хажим Джумалиев (Кажигали; каз. Қажым Жұмалиев; 15 (28) декабря 1907, аул Аккозы, Лбищенский уезд, Уральская область, Российская империя — 23 декабря 1968, Алма-Ата, Казахская ССР, СССР) — казахский советский поэт, литературовед, доктор филологических наук (1946), профессор (1950), заслуженный деятель науки Казахстана (1961), академик Академии наук Казахской ССР (1967; член-корреспондент с 1946).

## Биография
Родился 15 (28) декабря 1907 года в ауле Аккозы Лбищенского уезда Уральской области (ныне — Каратобинский район Западно-Казахстанской области Казахстана).
Окончил Чимкентский сельскохозяйственный техникум (Чимкент), в 1932 году окончил литературный факультет Казахского педагогического института (Алма-Ата).
С 1937 года и до конца жизни 30 лет работал заведующим кафедрой казахской литературы КазПИ.
В начале 1950-х годов был репрессирован.

Могила Кажима(Кажыгали)Жумаали и его жены в Центральном кладбище Алматы

Скончался 23 декабря 1968 года, похоронен на Центральном кладбище Алматы.

## Творчество
Первое стихотворение «Батырақ Ғалиасқар» («Батрак Галиаскар») опубликовал в 1928 году в газете «Лениншіл жас». Написал стихи и поэмы «Ерғожа мен Егізбай» («Ергожа и Егизбай», 1929), «Шабуыл» («Наступление», 1933), «Қанды асу» («Кровавый перевал», 1934), «Өмір жыры» («Песня жизни», 1938), «Қырдагы күрес» («Борьба в степи», 1957) и др. Часть романа, отображающего историю восстания под предводительством Исатая Тайманова, напечатана под названием «Айқас» («Схватка», 1942).
Написал либретто к опере «Биржан и Сара». Создал (совместно с Абу Сарсенбаевым) драму «Ар-басу» («Поединок»). В книге о казахской интеллигенции «Жайсан жандар» («Благородные люди», 1969) создал творческие портреты С. Мендешова, С. Сейфуллина, Б. Майлина, И. Жансугурова, С. Асфендиярова, К. Сатпаева, С. Камалова и др.
С 1930-х годов занимался исследованиями казахского фольклора, истории и теории литературы. В книге «Қазақ эпосы мен әдебиеті тарихының мәселелері» («Проблемы казахского эпоса и истории литературы», в 2 томах, 1958—1960), «Әдебиет тарихы» («История литературы», в 2 тт., 1960), «Әдебиет теориясы» («Теория литературы», 1938; 2-е изд. 1964; 3-е изд. 1969) представлен широкий обзор истории казахской литературы, всесторонне показано творчество жырау, акынов, писателей XVIII—XIX вв.; вошли исследования эпосов: «Алпамыс», «Ер Таргын», «Камбар батыр», «Козы Корпеш — Баян сулу», «Кыз Жибек», «Айман — Шолпан» и др. Первым широко исследовал творчество Махамбета, собирал и издавал произв. поэта. В 1948 году опубликовал монографию «Махамбет». Анализировал произведения Шернияза Жарылгасулы, Алмажан Азаматкызы, Ыгылмана Шорекулы.
Был главным редактором научного труда «Қазақ совет әдебиеті очеркі» («Очерки казахской советской литературы», 1948), подготовленного Институтом литературы и искусства; один из авторов книги «Қазақ әдебиеті тарихы» («История казахской литературы», в 6 тт.). Систематизировал историю литературы для средней школы. Автор учебников по казахской литературе для средних школ и вузов. Научный труд «Абайға дейінгі қазақ поэзиясы және Абай поэзиясының тілі» («Казахская поэзия до Абая и язык поэзии Абая», 1946) явился значительным вкладом в абаеведение. Эту книгу высоко оценили Н. К. Дмитриев, С. Е. Малов, В. М. Жирмунский и др. учёные. В последние годы жизни занимался проблемами литературного стиля. Написал книгу «Стиль — өнер ерекшелігі» («Стиль — особенность искусства»). Большую часть жизни посвятил преподавательской деятельности, внёс большой вклад в подготовку специалистов в области литературоведения.
Стал первым литературоведом Казахстана, получившим степени кандидата и доктора филологических наук (1946) и звание академика (1967).

## Признание и память
- Награждён орденом Ленина, орденом «Знак Почёта» (03.01.1959), медалями[2].
- Именем Жумалиева названы улицы в Уральске[6] и Алматы.